# Cassius Marcellus Clay
Pour les articles homonymes, voir Clay.
Pour l’article homonyme, voir Muhammad Ali (boxeur).
Cassius Marcellus Clay, surnommé « Le Lion de White Hall » (The Lion of White Hall) (Comté de Madison Kentucky 19 octobre 1810 – 22 juillet 1903) est militant républicain et un abolitionniste américain, partisan d'une émancipation graduée. Issu d'une des plus riches familles de planteurs-possesseurs d'esclaves du comté de Madison (Kentucky), il était le cousin  germain de l'homme politique Henry Clay. Ami d'Abraham Lincoln, il fut son ambassadeur auprès du tsar Alexandre II de Russie et a favorisé l'achat de l'Alaska par les États-Unis en 1867.